# Robert Boucher (Eisschnellläufer)
Robert „Bob“ Boucher (* 12. Juni 1943 in Halifax) ist ein ehemaliger kanadischer Eisschnellläufer und Radsportler, der in beiden Disziplinen an Olympischen Spielen teilnahm.

## Laufbahn
Boucher trainierte ab dem Ende der 1950er Jahre parallel auf dem Rad und auf dem Eis. Auf nationaler Ebene konnte er insbesondere im Eisschnelllauf Erfolge feiern: 1966 wurde er kanadischer Meister in Winnipeg, ein Jahr darauf vertrat er die Provinz Manitoba bei den erstmals ausgetragenen Canada Games und gewann die Goldmedaille. Den Höhepunkt seiner Karriere erlebte Boucher 1968. Als erster kanadischer Sportler nahm er sowohl an Olympischen Spielen im Winter – in Grenoble – als auch im Sommer – in Mexiko-Stadt – teil. Im Vorfeld der Winterspiele lief er in Davos die 500-Meter-Sprintdistanz als erster Kanadier unter 40 Sekunden. In Grenoble traf er auf ebendieser Distanz auf den späteren Olympiasieger Erhard Keller und belegte letztlich als bester Athlet seines Landes den 25. Rang. Bei den Wettkämpfen in Mexiko ein halbes Jahr später trat er im Bahnradsprint an und schied in der ersten Runde aus.
Für seine Eisschnelllauf-Erfolge und insbesondere für die Arbeit, die er in den Sport gesteckt hatte, wurde der als „ruhig, bescheiden und […] zielorientiert“ beschriebene Boucher 1994 in die Manitoba Sports Hall of Fame aufgenommen. Auf lokaler Ebene war er zudem als Eisschnelllauftrainer aktiv.